# Weißgrundige Vasenmalerei

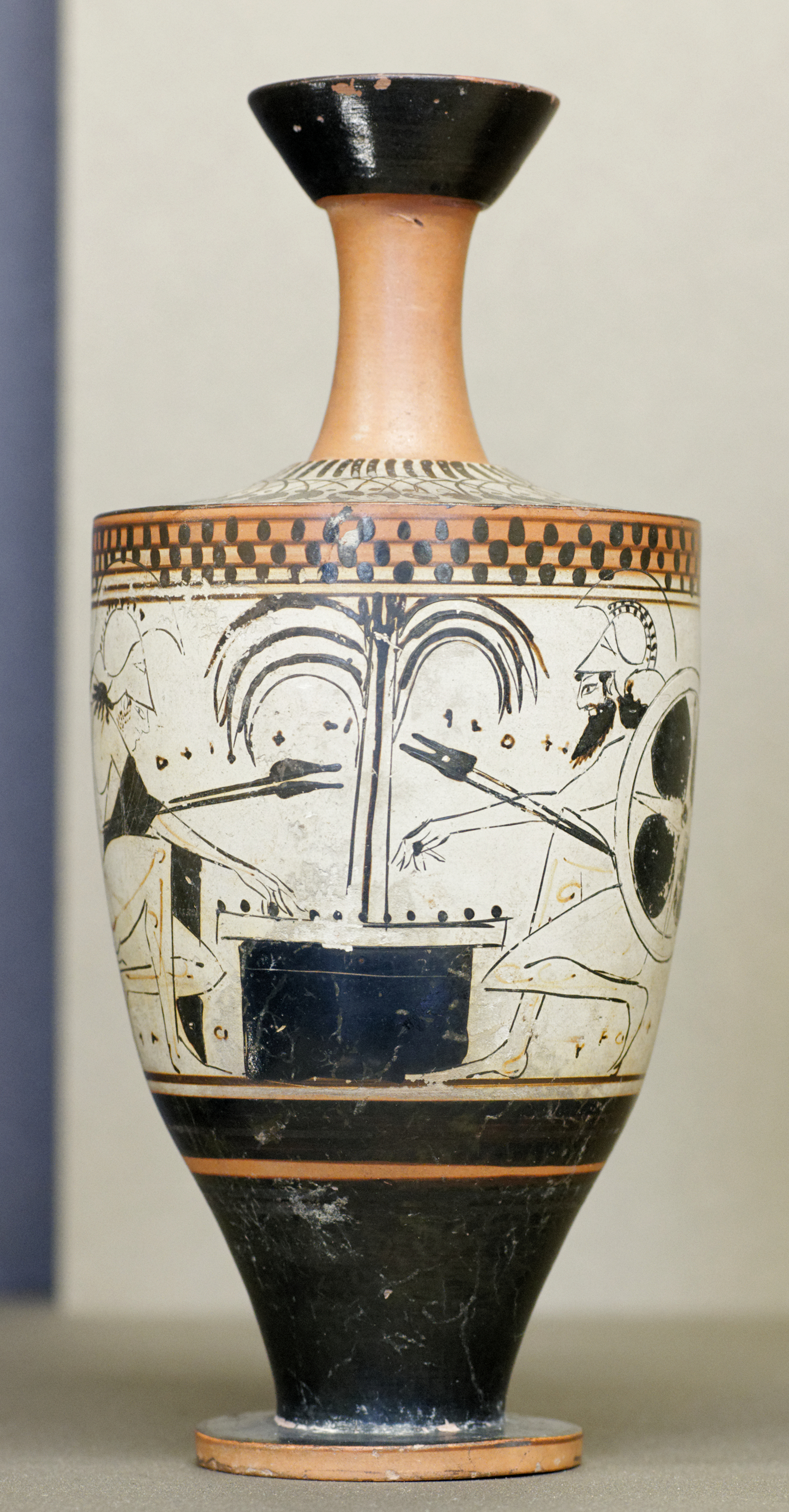
Achilleus und Ajax beim Brettspiel auf einer attisch-weißgrundigen Lekythos aus der Werkstatt des Diosphos-Malers, um 500 v. Chr., heute im Louvre

Als Weißgrundige Vasenmalerei bezeichnet man eine Sonderform der griechischen Vasenmalerei, die sich in Attika zu einer eigenen Gattung der Vasenmalerei herausbildete.
Bei der Weißgrundigen Vasenmalerei wird die Keramik mit einem hellen, weißlichem Überzug aus kaolinithaltigem Tonschlicker überzogen. Dieser war sowohl in geometrischer wie auch in archaischer Zeit als Bilduntergrund in Verwendung. Weißgrundige Vasen wurden beispielsweise in Ionien, Lakonien und auf den Kykladen hergestellt. Doch allein in Athen entwickelte sie sich neben der Schwarzfigurigen und der Rotfigurigen Vasenmalerei zu einer eigenständigen Gattung. Aus diesem Grund bezieht sich der Begriff Weißgrundige Vasenmalerei im Allgemeinen nur auf diese Vasen. Der helle Überzug sollte die Keramik wahrscheinlich kostbarer wirken lassen und möglicherweise Assoziationen mit Elfenbein oder Marmor wecken. Die gesamte Oberfläche eines Gefäßes wurde allerdings nie vollkommen weiß grundiert. Nicht selten wurde die weißgrundige Malerei mit der rotfigurigen kombiniert. Meist waren das Schalen mit weißem Innen- und rotfigurigen Außenbild. Die weißgrundige Malerei ist weniger gut haltbar als die schwarz- und rotfigurige, weshalb diese Vasen vor allem als Votiv- und Grabgefäße Verwendung fanden.
Die Entwicklung der Weißgrundigen Vasenmalerei erfolgte parallel zur Entwicklung des schwarz- und rotfigurigen Stils. Dabei gab es fünf verschiedene Unterstile:
1. Schwarzfigurige Vasenmalerei auf weißem Grund wurde wohl um 530/25 v. Chr. in der Werkstatt des Töpfers Nikosthenes eingeführt. Nach kurzer Zeit wurde die Technik auch von anderen Werkstätten übernommen. Die Maltechnik unterscheidet sich nur durch den Malgrund vom üblichen schwarzfigurigen Stil. Der Untergrund ist selten rein weiß, meist ist er leicht gelblich oder hellbeige.
2. Eine zweite Form ist die monochrome Umrisszeichnung. Die Bilder werden nicht durch Aussparung und Binnenzeichnung gestaltet, sondern durch Umrisszeichnungen und Binnenzeichnung. Sie wurde seit dem Ende des 6. Jahrhunderts v. Chr. vor allem auf Schalen, Alabastra und kleinen Lekythen verwendet. Zunächst wurden die Umrisse der Abbildungen noch mit der Relieflinie gestaltet, doch seit etwa 500 v. Chr. in zunehmendem Maße mit Hilfe von gelbbraunen Linien. Die sogenannte Semi-outline-Technik stellt eine Verbindung der ersten und der zweiten Technik her, wurde allerdings nur in der ersten Hälfte des 5. Jahrhunderts v. Chr. und nahezu nur auf Lekythen und Alabastren genutzt.
3. Im ersten Viertel des 5. Jahrhunderts v. Chr. entwickelte sich in der Werkstatt des Töpfers Euphronios eine Vierfarbenbemalung mit Glanzton und Erdfarben. Hier wurden Umrisszeichnungen mit Glanzton und farbig gemalte Flächen kombiniert. Diese Form findet sich vor allem auf Pyxiden und Schalen. Manche Details, etwa Früchte, Schmuck, Waffenteile oder Gefäße, können mit Tonschlicker leicht plastisch erhöht und manchmal vergoldet sein. Die verwendeten Farben beschränken sich auf Rot- und Brauntöne, Gelb, Weiß und Schwarz.
4. Bei der frühklassischen Lekythenbemalung wurden Glanzton, Erdfarben und nichtkeramische Erdfarben verbunden. Diese Form entstand im zweiten Viertel des 5. Jahrhunderts v. Chr. Sie wurde zur Bemalung größerer Grablekythen entwickelt, die mit dem Grabkult zu tun hatten. Hier sind die Bilder größtenteils aus farbigen Flächen aufgebaut. Reine Umrisszeichnungen finden sich fast nur noch bei der Darstellung männlicher Körper. Frauenkörper sind mit Deckweiß bemalt, die Kleider sind mit schwarzem Glanzton, Erdfarben und teilweise auch mit nichtkeramischen Farben wie Zinnober oder Ägyptisch Blau dargestellt. Viele der Bilder zeigen Szenen aus dem Frauengemach. Grabbilder sind selten. Bedeutendster Vertreter war der Achilleus-Maler.
5. Der fünfte Stil war die polychrome Lekythenbemalung. In der Mitte des Jahrhunderts löst sie die frühklassische Lekythebemalung ab. Der schwarze Glanzton verschwindet ebenso wie das Deckweiß aus den Bildern. Nun werden auch Frauenkörper wieder in reiner Umrisszeichnung wiedergegeben. Nichtkeramische Erdfarben werden immer mehr verwendet. Zeitgleich beginnen die Vasenmaler ausgehend von Sabouroff-Maler, anstatt Glanzton rote oder schwarzgraue Mattfarben für die Konturen zu verwenden. Allein die Konturenzeichnungen werden jetzt noch vor dem Brand aufgetragen. Damit ist auch die Haltbarkeit der Zeichnungen recht gering. Nicht selten sind sie deshalb nicht mehr oder nur noch schlecht erhalten. Somit ist auch die Beurteilung der Farben oft problematisch. Gezeigt werden vor allem Grabszenen.

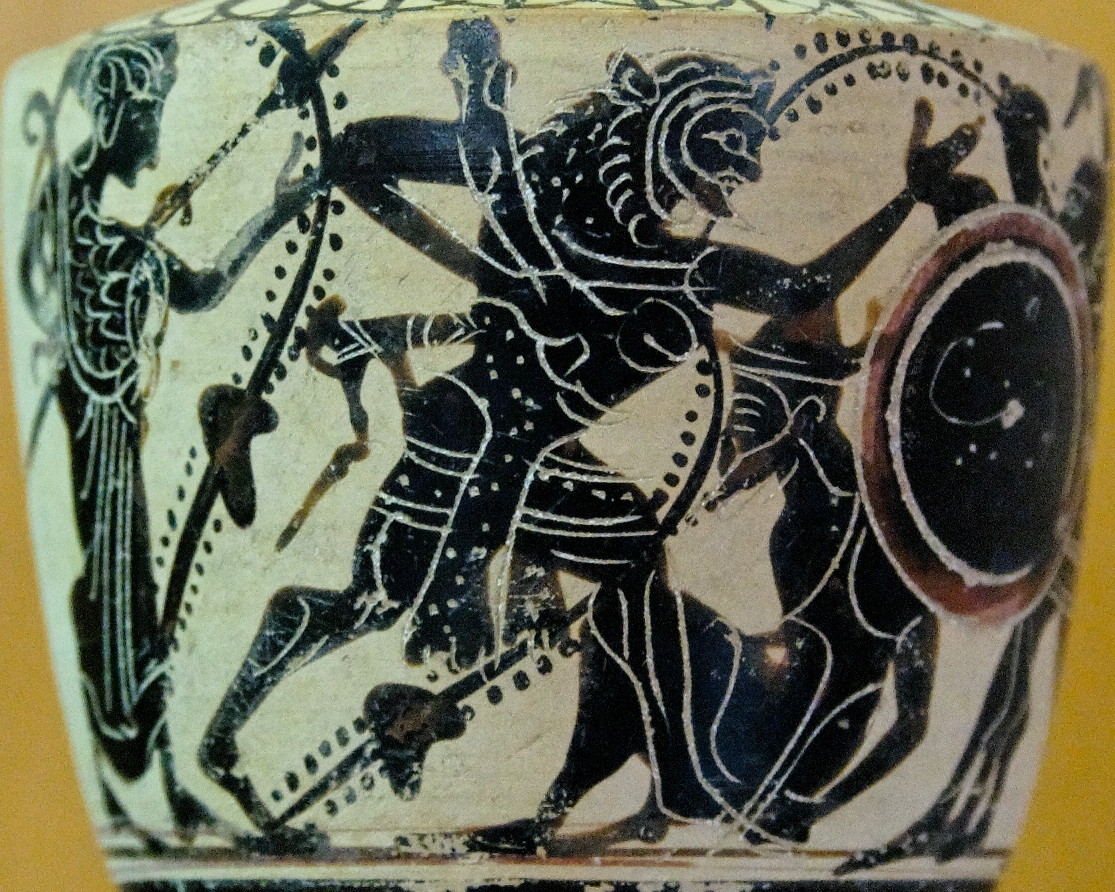
Typ I: Herakles kämpft mit Geryon auf einer attisch-weißgrundigen Lekythos, heute im Museo archeologico regionale di Palermo
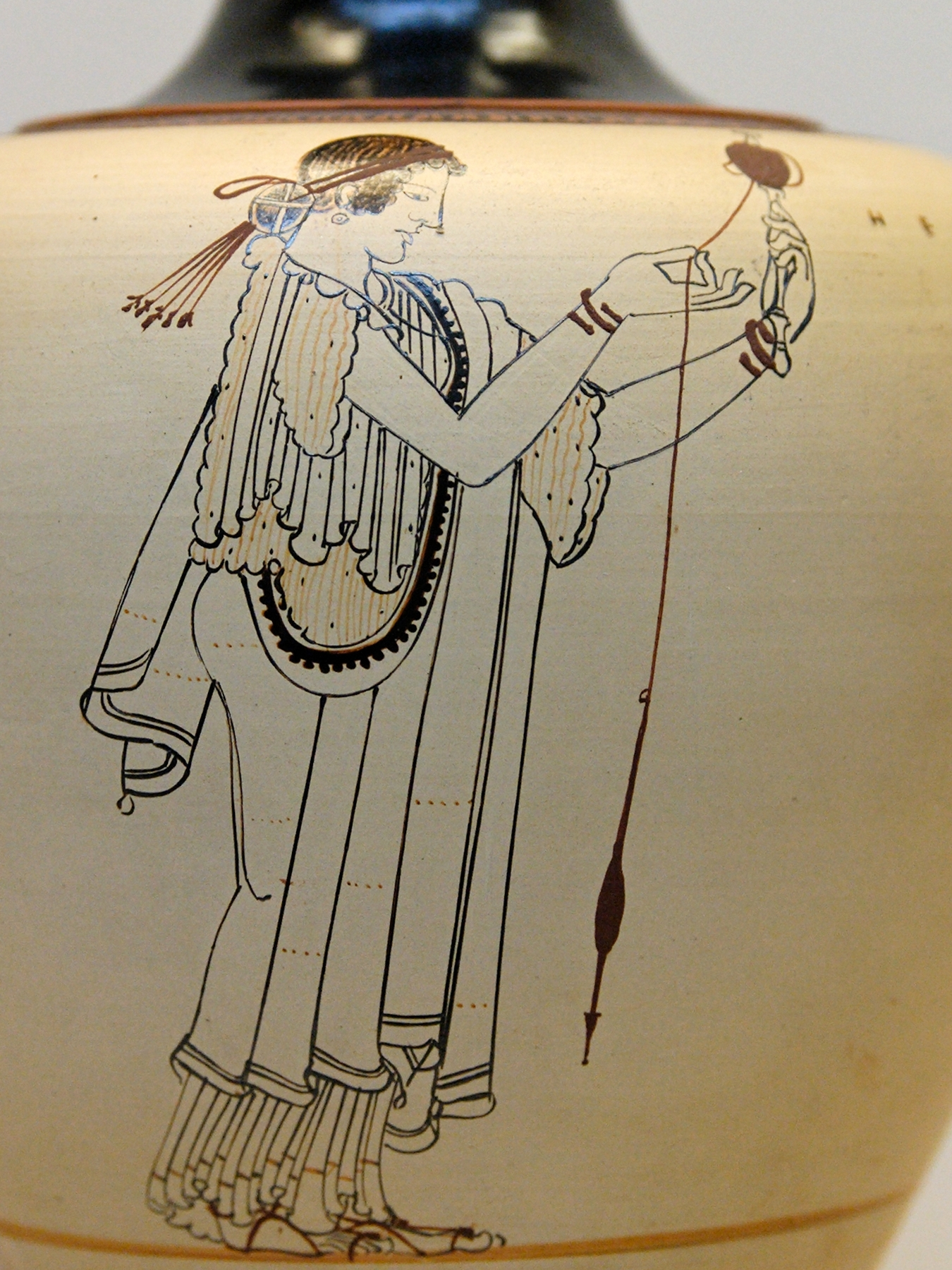
Typ III: Spinnende Frau auf einer attisch-weißgrundigen Oinochoe des Brygos-Malers, um 490 v. Chr., wohl aus Locri, heute im British Museum, London
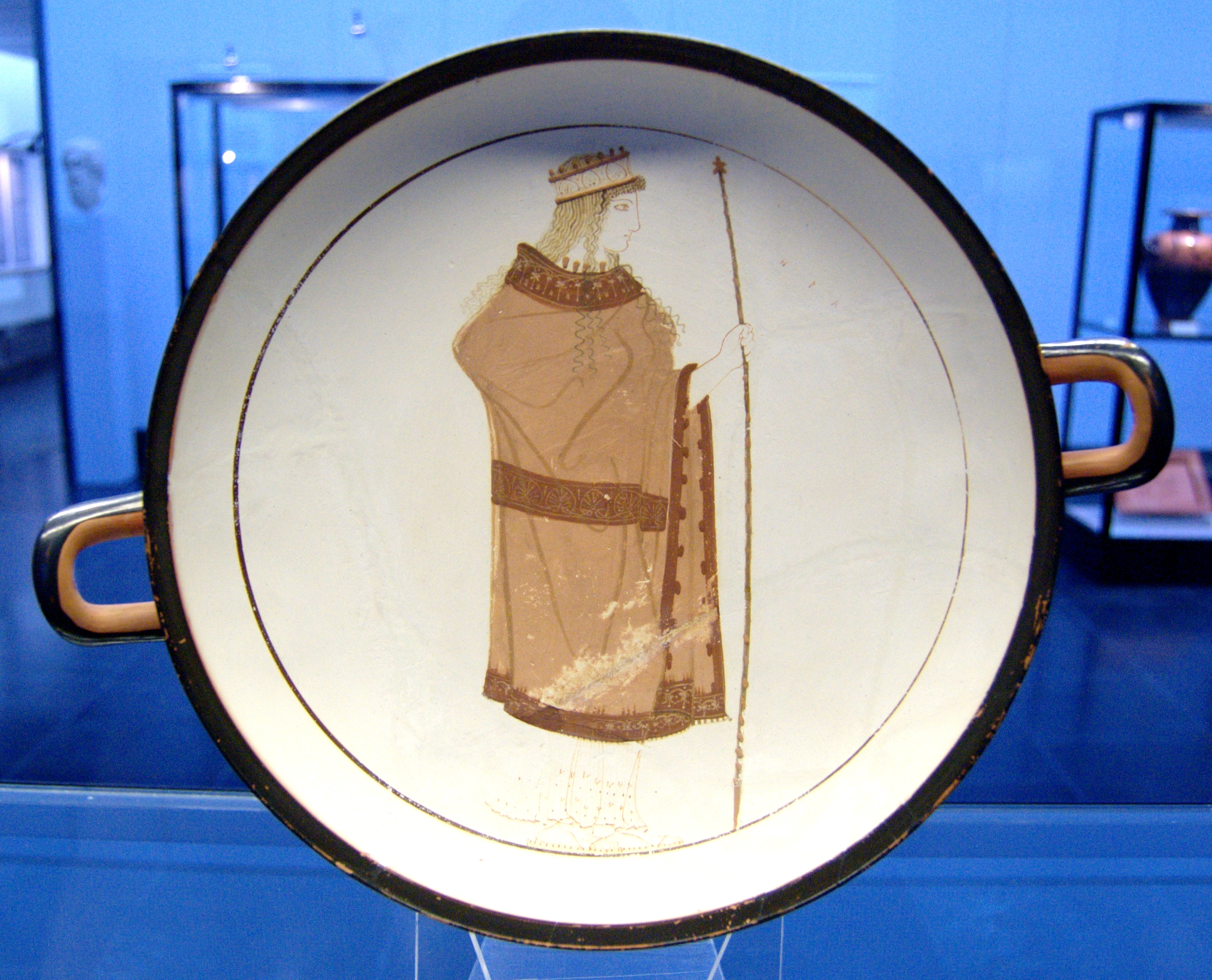
Typ IV: Hera auf dem Tondo einer attisch-weißgrundigen Kylix des Sabouroff-Malers, um 470 v. Chr., gefunden in Vulci, heute in den Staatlichen Antikensammlungen München
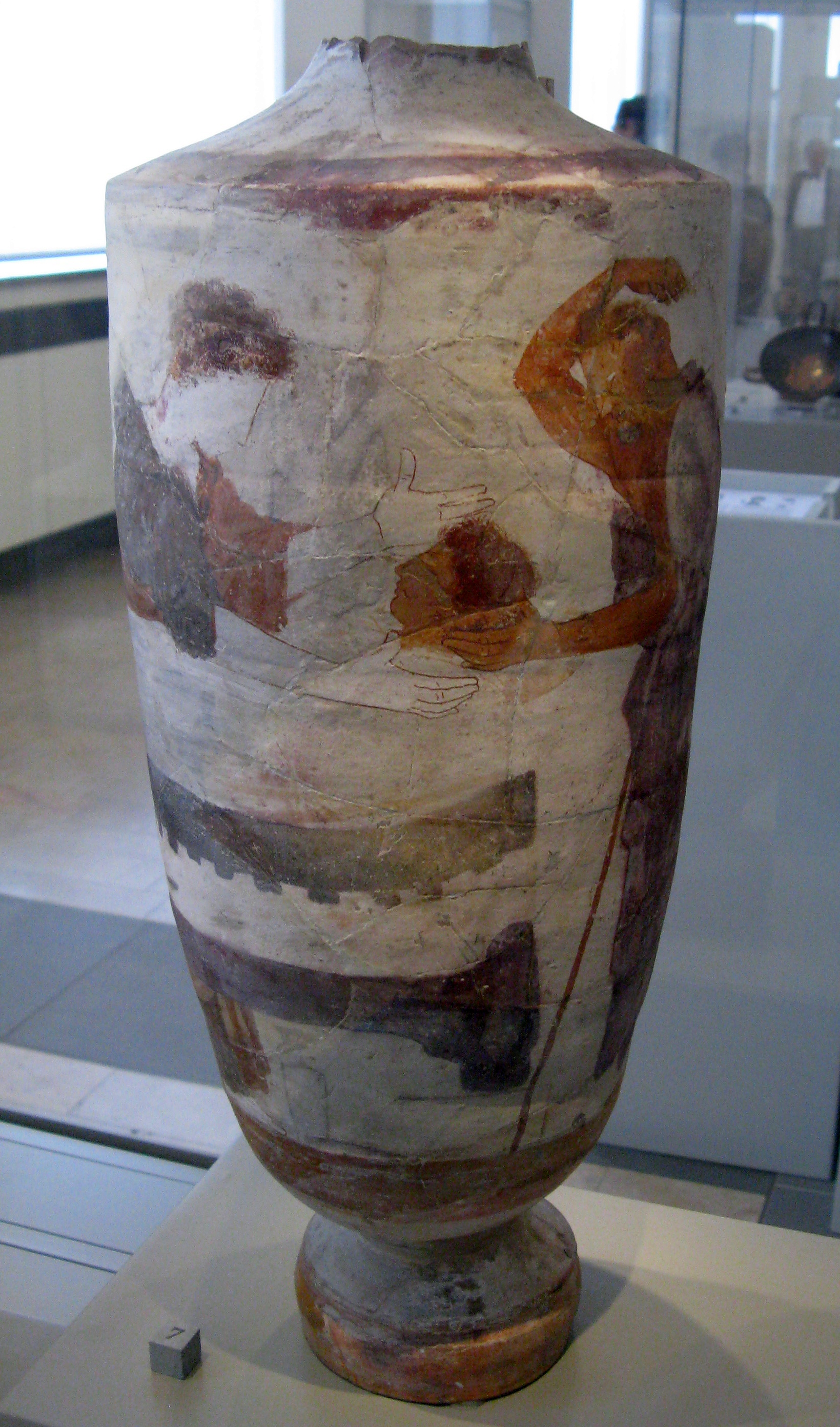
Typ V: Prothesis auf einer attisch-weißgrundigen polychromen Lekythos der Gruppe der Huge Lekythoi, Ende 5. Jh. v. Chr., gefunden in Alopeke, heute in der Antikensammlung Berlin/Altes Museum

Wichtige Maler der Klassik (5. Jahrhundert v. Chr.) sind neben dem Achilleus-Maler und dem Sabouroff-Maler der Thanatos-Maler, der Vogel-Maler, der Quadrat-Maler, der Frauen-Maler und der Phiale-Maler sowie mehrere Vertreter der Gruppe R (Reed Group), darunter der namengebende Schilf-Maler. Gegen Ende des Jahrhunderts sind erste Versuche einer Schattenmalerei bei der Darstellung männlicher Körper zu beobachten, die wohl unter dem Einfluss der Tafelmalerei der Zeit stehen. Hierbei ist vor allem die Gruppe der Huge Lekythoi zu nennen, die große Grabvasen verzierte. In der zweiten Hälfte des Jahrhunderts werden im weißgrundigen Stil fast ausschließlich Grablekythen geschaffen. Als deren Produktion um das Jahr 400 v. Chr. beendet wurde, endete auch die weißgrundige Vasenmalerei.
Erst in hellenistischer Zeit tauchen immer wieder an verschiedenen Orten weißgrundige Keramikgattungen auf, die zum Teil monochrom, zum Teil polychrom bemalt wurden. Dazu zählen Hâdra-Vasen, Canosiner Vasen und Vasen der Centuripe-Gattung. Häufig werden Lagynoi weißgrundig verziert.